# Martin 187 Baltimore
Il Martin 187 Baltimore era un bombardiere leggero bimotore di costruzione statunitense. 
Sviluppato su richiesta della Royal Air Force, fu impiegato durante la seconda guerra mondiale. Entrò in azione nella primavera del 1942, a fianco di altri bombardieri leggeri della RAF nel Mediterraneo. L'adattamento dei piloti alla nuova macchina, però, non fu né rapido né facile. A causa della potenza dei propulsori, molto elevata rispetto al peso, il decollo risultava particolarmente pericoloso. Proprio in un incidente su questo aereo perdeva la vita l'asso degli aerosiluranti italiani, Carlo Emanuele Buscaglia.
Sebbene il Baltimore non sia mai stato impiegato da nessuna forza armata statunitense, venne comunque designato A-30.

## Storia

### Sviluppo
Il "modello 187" era un'evoluzione del precedente Maryland, dal quale si differenziava principalmente per la forma della fusoliera e per l'adozione di motori più potenti.
Originalmente progettato su richiesta della Anglo-French Purchasing Commission, la Commissione Acquisti anglo-francese, avrebbe dovuto essere assegnato nel maggio 1940 alla Armée de l'Air per sostituire il Maryland, ma a causa dell'invasione da parte della Germania nazista l'ordine venne preso in carico dalla RAF, la quale gli assegnò la denominazione "Baltimore".
Era un velivolo bimotore ad ala media di forma trapezoidale. La fusoliera aveva una sezione rettangolare alta e stretta dotata anteriormente di un muso completamente vetrato. La cabina di pilotaggio era ricavata sulla parte rialzata e finiva in una torretta dorsale pilotata in remoto. Posteriormente terminava in un piano di coda tradizionale dall'impennaggio monoderiva. Il carrello d'atterraggio aveva una configurazione triciclo posteriore, con i due elementi anteriori retrattili completati da un ruotino d'appoggio fisso posteriore.
Con l'avvento del programma di collaborazione ed aiuto da parte degli Stati Uniti, il Lend-Lease, vennero forniti ai britannici due ulteriori lotti da 545 velivoli più uno finale da 600.

### Impiego operativo
I primi Baltimore furono consegnati alla RAF alla fine del 1941 i quali furono inizialmente impiegati nelle scuole di volo per la formazione dei loro futuri piloti e successivamente impiegati nell'area del mar Mediterraneo e nel Nord Africa.
La modernità del progetto si rivelava subito evidente nel confronto dei precedenti velivoli come il Bristol Blenheim. I piloti del Baltimore, primo tra tutti il collaudatore dell'azienda statunitense Benjamin R. Wallace, apprezzavano il suo armamento pesante, la robustezza strutturale, la manovrabilità, la precisione in fase di bombardamento e le prestazioni che nonostante l'aumento del peso a vuoto rispetto al precedente Maryland rimanevano ad un buon livello. Meno soddisfatti erano però gli equipaggi ai quali, se feriti, a causa delle esigue dimensioni trasversali della fusoliera era quasi impossibile modificare le posizioni durante il volo. La disposizione interna era infatti divisa in due scompartimenti separati tra la parte anteriore, dove era la cabina di pilotaggio e l'osservatore, e la parte posteriore, dove erano i posti per il mitragliere di coda e l'operatore in remoto, caratteristica negativa comune a tutti i bombardieri leggeri dell'epoca, quali gli Hampden, Boston e Blenheim.
Il Baltimore pur avendo un tasso di perdita in combattimento molto basso aveva il suo tallone di Achille nella fase di decollo ed atterraggio, durante le quali richiedeva la massima attenzione, tanto che la maggior parte delle perdite erano provenienti da incidenti in queste fasi.
I Baltimore restarono in servizio attivo nella RAF sino al 1949, anno in cui l'ultimo velivolo venne messo definitivamente a terra il 23 dicembre. Gli ultimi esemplari rimasti vennero utilizzati come banchi di prova per testare gli strumenti e gli sforzi sulle superfici di controllo nell'avvicinamento alla barriera del suono.
Nel 1943 i Baltimore furono utilizzati nell'operazione Corskcrew (Presa di Pantelleria 8-5-1943/11-06-1943) in operazioni di bombardamento dell'isola da parte del 232 Wing della R.A.F. dall'aeroporto di Enfidaville e dal 3 Wing della S.A.A.F dall'aeroporto di Soliman Nord in Tunisia.

#### Impiego in Italia
Dopo l'Armistizio di Cassibile e la costituzione dell'Aeronautica Cobelligerante Italiana, i reparti di volo vennero forniti con velivoli fino ad allora in forza alle forze alleate. Nel 1944 al Raggruppamento Bombardamento e Trasporto vennero assegnati alcuni Mk.III ex RAF che andarono a sostituire i CANT Z.1007 bis e ter del XXVIII Gruppo ed i Savoia-Marchetti S.M.79 del 132º Gruppo. Nei circa sei mesi di servizio gli equipaggi italiani furono utilizzati nelle missioni verso la Jugoslavia e Grecia, fornendo supporto aereo per le forze partigiane o nel lancio aereo di forniture.
Altri Baltimore erano impiegati presso la Scuola Addestramento Trasporto e Aeronavigazione di Frosinone
Anche i piloti italiani trovarono ostico l'adattamento al Baltimore, specie nelle fasi già citate di decollo ed atterraggio. Fu alla guida di un Baltimore che il 23 agosto 1944 l'asso Carlo Emanuele Buscaglia, dall'aeroporto di Campo Vesuvio, Napoli, a causa di un problema nella fase di decollo subì un gravissimo incidente che gli costò la vita il giorno successivo, il 24 agosto 1944.

## Versioni
- Baltimore Mk.I: versione dotata di 2 motori radiali Wright GR-2600-A5B da 1 600 hp ed armata con una mitragliatrice Vickers K da .303 in (7,7 mm). Prodotta in 50 esemplari
- Baltimore Mk.II: versione identica all'Mk.I ma dotata di due mitragliatrici Vickers K. Prodotta in 100 esemplari
- Baltimore Mk.III: versione dell'Mk.II modificata, dotata di una torretta dorsale ad azionamento idraulico prodotta dalla britannica Boulton Paul Aircraft Ltd e di 4 mitragliatrici Browning .303 Mark II da 7,7 mm. Prodotta in 250 esemplari
- Baltimore Mk.IIIA: versione ordinata dall'USAAF, denominazione statunitense  A-30, e fornita tramite il programma Lend-Lease alla RAF. Era dotata di 2 mitragliatrici Browning M2 da 0,50 in (12,7 mm) sistemate in una torretta dorsale ad azionamento elettrico realizzata dalla stessa Martin. Prodotta in 281 esemplari
- Baltimore Mk.IV: versione ordinata dall'USAAF, denominazione statunitense  A-30A, e fornita tramite il programma Lend-Lease alla RAF. Era dotata di 4 mitragliatrici Browning .303 Mark II da 0.303 in (7,7 mm) sistemate nelle ali. Prodotta in 294 esemplari
- Baltimore Mk.V: versione ordinata dall'USAAF successivamente fornita alla RAF, dotata di una versione più potente dei 2 motori radiali, il Wright R-2600-29 da 1 700 hp, ed armata con di 4 mitragliatrici da 0,50 in (12,7 mm) sistemate nelle ali. Prodotta in 600 esemplari

Tutti i 1 575 esemplari prodotti furono inviati alla RAF, alcuni dei quali non arrivarono a causa dell'affondamento di due navi che li stavano trasportando attraverso l'oceano Atlantico.

## Utilizzatori
Australia
- Royal Australian Air Force

 Canada
- Royal Canadian Air Force

 Francia libera
- Forces aériennes françaises libres

 Grecia
- Ellinikí Vasilikí Aeroporía

 Italia

Giulio Cesare Graziani ed altri piloti dello Stormo Baltimore dell'Aeronautica Cobelligerante Italiana.

- Aeronautica Cobelligerante Italiana

 Sudafrica
- South African Air Force

 Turchia
- Türk Hava Kuvvetleri

 Regno Unito
- Fleet Air Arm
- Royal Air Force

## Esemplari attualmente esistenti
Benché il Baltimore fosse stato prodotto in oltre 1 500 esemplari, tra i velivoli Martin inferiore solo al B-26, non se ne conosce alcun esemplare completo sopravvissuto, anche se esistono parti di velivoli recuperati ed esposti al pubblico.